# Redes de campus
Uma rede de campus, rede de área de campus, rede de área corporativa ou CAN é uma rede de computadores feita da interconexão de redes de área local (LANs) dentro de uma área geográfica limitada. Os equipamentos de redes (comutadores, roteadores) e meios de transmissão (fibra óptica, cabos pares trançados) são quase inteiramente pertencentes ao inquilino/proprietário do campus: seja uma empresa, universidade, governo, etc.

## Campusuniversitários
As redes de área de campus de uma faculdade ou universidade frequentemente interconectam vários edifícios, incluindo os administrativos, acadêmicos, bibliotecas da universidade, campus ou centros estudantis, residências, ginásios e outras estruturas periféricas, como centros de conferência, centros de tecnologia e institutos de formação.
Os primeiros exemplos de uma CAN, incluem a Rede da Universidade Stanford, na Universidade Stanford, o Projeto Athena no Instituto de Tecnologia de Massachusetts, e o Projeto Andrew na Universidade Carnegie Mellon.

## Campuscorporativos
Muito parecido com uma rede de campus de uma universidade, a rede de campus corporativa serve para conectar edifícios. Exemplos disso são as redes no Googleplex e o campus da Microsoft. As redes de campus são normalmente interligadas com links Ethernet de alta velocidade, que operam através de fibra óptica, tais como gigabit Ethernet e 10 Gigabit Ethernet.

## Alcance da rede
O alcance da CAN é de 1 km a 5 km. Se dois edifícios têm o mesmo domínio e são conectados com uma rede, então ele será considerado apenas como uma CAN. Contudo, a CAN é usada principalmente por campus corporativos, então o link de dados será de alta velocidade.[carece de fontes?]